# Finale Kupa prvaka 1982.
Finale Kupa prvaka 1982. je igrano između engleske Aston Ville i njemačkog Bayern Münchena, 26. svibnja 1982. godine. Engleska je momčad pobijedila rezultatom 1:0 na Feijenoord Stadionu u Rotterdamu, Nizozemska.

## Put do finala
Aston Villa je do finala pobijedila: Valur (7:0), Dynamo Berlin (1:1, gol u gostima), Dinamo Kijev (2:0) i Anderlecht (1:0).
Bayern München je u natjecanju svladao sljedeće četiri momčadi: Öster (6:0), Benfica (4:1), Universitatea Craiova (3:1) i CSKA September Flag (7:4).

## Susret
| 26. svibnja 1982. |     |                |                                                                                          |
| Aston Villa       | 1:0 | Bayern München | Feijenoord Stadion, Rotterdam Broj gledatelja: 39.776 Sudac: Georges Konrath (Francuska) |
| Withe 67'         |     |                | Feijenoord Stadion, Rotterdam Broj gledatelja: 39.776 Sudac: Georges Konrath (Francuska) |

| Aston Villa | Bayern München |

| ASTON VILLA: |    |                 |          |     |
|              |    |                 |          |     |
| GK           | 1  | Jimmy Rimmer    |          | 10' |
| DF           | 2  | Kenny Swain     |          |     |
| DF           | 3  | Gary Williams   | Opomenut |     |
| DF           | 4  | Allan Evans     |          |     |
| DF           | 5  | Ken McNaught    |          |     |
| MF           | 6  | Dennis Mortimer |          |     |
| MF           | 7  | Des Bremner     |          |     |
| MF           | 8  | Gary Shaw       |          |     |
| MF           | 9  | Peter Withe     |          |     |
| FW           | 10 | Gordon Cowans   |          |     |
| FW           | 11 | Tony Morley     |          |     |
| Zamjene:     |    |                 |          |     |
| GK           | 16 | Nigel Spink     |          | 10' |
| DF           |    | Colin Gibson    |          |     |
| MF           |    | Andy Blair      |          |     |
| MF           |    | Pat Heard       |          |     |
| FW           |    | David Geddis    |          |     |
| Trener:      |    |                 |          |     |
| Tony Barton  |    |                 |          |     |

| BAYERN MÜNCHEN: |    |                       |  |     |
|                 |    |                       |  |     |
| GK              | 1  | Manfred Müller        |  |     |
| DF              | 2  | Wolfgang Dremmler     |  |     |
| DF              | 3  | Udo Horsmann          |  |     |
| DF              | 4  | Hans Weiner           |  |     |
| DF              | 5  | Klaus Augenthaler     |  |     |
| MF              | 6  | Wolfgang Kraus        |  | 79' |
| MF              | 7  | Bernd Dürnberger      |  |     |
| MF              | 8  | Paul Breitner         |  |     |
| FW              | 9  | Dieter Hoeneß         |  |     |
| MF              | 10 | Reinhold Mathy        |  | 52' |
| FW              | 11 | Karl-Heinz Rummenigge |  |     |
| Zamjene:        |    |                       |  |     |
| MF              |    | Günter Güttler        |  | 52' |
| MF              |    | Kurt Niedermayer      |  | 79' |
| GK              |    | Walter Junghans       |  |     |
| Trener:         |    |                       |  |     |
| Pál Csernai     |    |                       |  |     |

## Vanjske poveznice
- Sezona 1981./82., UEFA.com
- Rezultati Kupa prvaka, RSSSF.com
- Povijest Kupa prvaka: 1982

| Finala Kupa prvaka i UEFA Lige prvaka | Finala Kupa prvaka i UEFA Lige prvaka |
| ------------------------------------- | --- |
|                                       | |
| Kup prvaka                            | 1956. • 1957. • 1958. • 1959. • 1960. • 1961. • 1962. • 1963. • 1964. • 1965. • 1966. • 1967. • 1968. • 1969. • 1970. • 1971. • 1972. • 1973. • 1974. • 1975. • 1976. • 1977. • 1978. • 1979. • 1980. • 1981. • 1982. • 1983. • 1984. • 1985. • 1986. • 1987. • 1988. • 1989. • 1990. • 1991. • 1992. |
|                                       | |
| Liga prvaka                           | 1993. • 1994. • 1995. • 1996. • 1997. • 1998. • 1999. • 2000. • 2001. • 2002. • 2003. • 2004. • 2005. • 2006. • 2007. • 2008. • 2009. • 2010. • 2011. • 2012. • 2013. • 2014. • 2015. • 2016. • 2017. • 2018. • 2019. • 2020. • 2021. • 2022. • 2023. • 2024.                                         |

| Finala Kupa prvaka i UEFA Lige prvaka | Finala Kupa prvaka i UEFA Lige prvaka |
| ------------------------------------- | --- |
|                                       | |
| Kup prvaka                            | 1956. • 1957. • 1958. • 1959. • 1960. • 1961. • 1962. • 1963. • 1964. • 1965. • 1966. • 1967. • 1968. • 1969. • 1970. • 1971. • 1972. • 1973. • 1974. • 1975. • 1976. • 1977. • 1978. • 1979. • 1980. • 1981. • 1982. • 1983. • 1984. • 1985. • 1986. • 1987. • 1988. • 1989. • 1990. • 1991. • 1992. |
|                                       | |
| Liga prvaka                           | 1993. • 1994. • 1995. • 1996. • 1997. • 1998. • 1999. • 2000. • 2001. • 2002. • 2003. • 2004. • 2005. • 2006. • 2007. • 2008. • 2009. • 2010. • 2011. • 2012. • 2013. • 2014. • 2015. • 2016. • 2017. • 2018. • 2019. • 2020. • 2021. • 2022. • 2023. • 2024.                                         |